# Harpactirinae
Harpactirinae è una sottofamiglia di ragni della famiglia Theraphosidae.
Sono ragni che vivono in buche, create da loro o ricavate da anfratti naturali, nelle radure erbose della savana Africana.

## Generi
I seguenti generi e specie appartengono alla sottofamiglia Harpactirinae, è stato recentemente proposto l'inserimento tra questi anche il genere Brachionopus (Pocock, 1897).

### Augacephalus
Augacephalus Gallon, 2002
- Augacephalus breyeri (Hewitt, 1919)  - Sudafrica, Mozambico, Swaziland
- Augacephalus junodi (Simon, 1904) - Africa meridionale e orientale

### Ceratogyrus
Ceratogyrus Pocock, 1897
- Ceratogyrus bechuanicus Purcell, 1902 - Africa meridionale
- Ceratogyrus brachycephalus Hewitt, 1919 - Botswana, Zimbabwe, Sudafrica
- Ceratogyrus darlingi Pocock, 1897 - Zimbabwe, Mozambico
- Ceratogyrus dolichocephalus Hewitt, 1919 - Zimbabwe
- Ceratogyrus ezendami Gallon, 2001 - Mozambico
- Ceratogyrus hillyardi (Smith, 1990) - Malawi
- Ceratogyrus marshalli Pocock, 1897 - Zimbabwe, Mozambico
- Ceratogyrus meridionalis (Hirst, 1907) - Malawi, Mozambico
- Ceratogyrus paulseni Gallon, 2005 - Sudafrica
- Ceratogyrus pillansi (Purcell, 1902) - Zimbabwe, Mozambico
- Ceratogyrus sanderi Strand, 1906 - Namibia, Zimbabwe

### Eucratoscelus
Eucratoscelus Pocock, 1898
- Eucratoscelus constrictus (Gerstäcker, 1873) - Kenya, Tanzania
- Eucratoscelus pachypus Schmidt & von Wirth, 1990 - Tanzania

### Harpactira
Harpactira Ausserer, 1871
- Harpactira atra (Latreille, 1832) - Sudafrica
- Harpactira baviana Purcell, 1903 - Sudafrica
- Harpactira cafreriana (Walckenaer, 1837) - Sudafrica
- Harpactira chrysogaster Pocock, 1897 - Sudafrica
- Harpactira curator Pocock, 1898 - Sudafrica
- Harpactira curvipes Pocock, 1897 - Sudafrica
- Harpactira dictator Purcell, 1902 - Sudafrica
- Harpactira gigas Pocock, 1898 - Sudafrica
- Harpactira guttata Strand, 1907 - Sudafrica
- Harpactira hamiltoni Pocock, 1902 - Sudafrica
- Harpactira lineata Pocock, 1897 - Sudafrica
- Harpactira lyrata (Simon, 1892) - Sudafrica
- Harpactira marksi Purcell, 1902 - Sudafrica
- Harpactira namaquensis Purcell, 1902 - Namibia, Sudafrica
- Harpactira pulchripes Pocock, 1901 - Sudafrica
- Harpactira tigrina Ausserer, 1875 - Sudafrica

### Harpactirella
Harpactirella Purcell, 1902
- Harpactirella domicola Purcell, 1903 - Sudafrica
- Harpactirella flavipilosa Lawrence, 1936 - Sudafrica
- Harpactirella helenae Purcell, 1903 - Sudafrica
- Harpactirella insidiosa (Denis, 1960) - Marocco
- Harpactirella karrooica Purcell, 1902 - Sudafrica
- Harpactirella lapidaria Purcell, 1908 - Sudafrica
- Harpactirella lightfooti Purcell, 1902 - Sudafrica
- Harpactirella longipes Purcell, 1902 - Sudafrica
- Harpactirella magna Purcell, 1903 - Sudafrica
- Harpactirella schwarzi Purcell, 1904 - Sudafrica
- Harpactirella spinosa Purcell, 1908 - Sudafrica
- Harpactirella treleaveni Purcell, 1902 - Sudafrica

### Idiothele
Idiothele Hewitt, 1919
- Idiothele nigrofulva (Pocock, 1898) - Africa meridionale

### Pterinochilus
Pterinochilus Pocock, 1897
- Pterinochilus alluaudi Berland, 1914 - Kenya
- Pterinochilus chordatus (Gerstäcker, 1873) - Africa orientale
- Pterinochilus leetzi Schmidt, 2002 - Zambia
- Pterinochilus lugardi Pocock, 1900 - Africa meridionale e orientale
- Pterinochilus murinus Pocock, 1897 - Angola, Africa centrale, meridionale e orientale
- Pterinochilus simoni Berland, 1917 - Angola, Congo
- Pterinochilus vorax Pocock, 1897  - Angola, Africa centrale e orientale

### Trichognathella
Trichognathella Gallon, 2004
- Trichognathella schoenlandi (Pocock, 1900) - Sudafrica